# Sur le pont d'Avignon

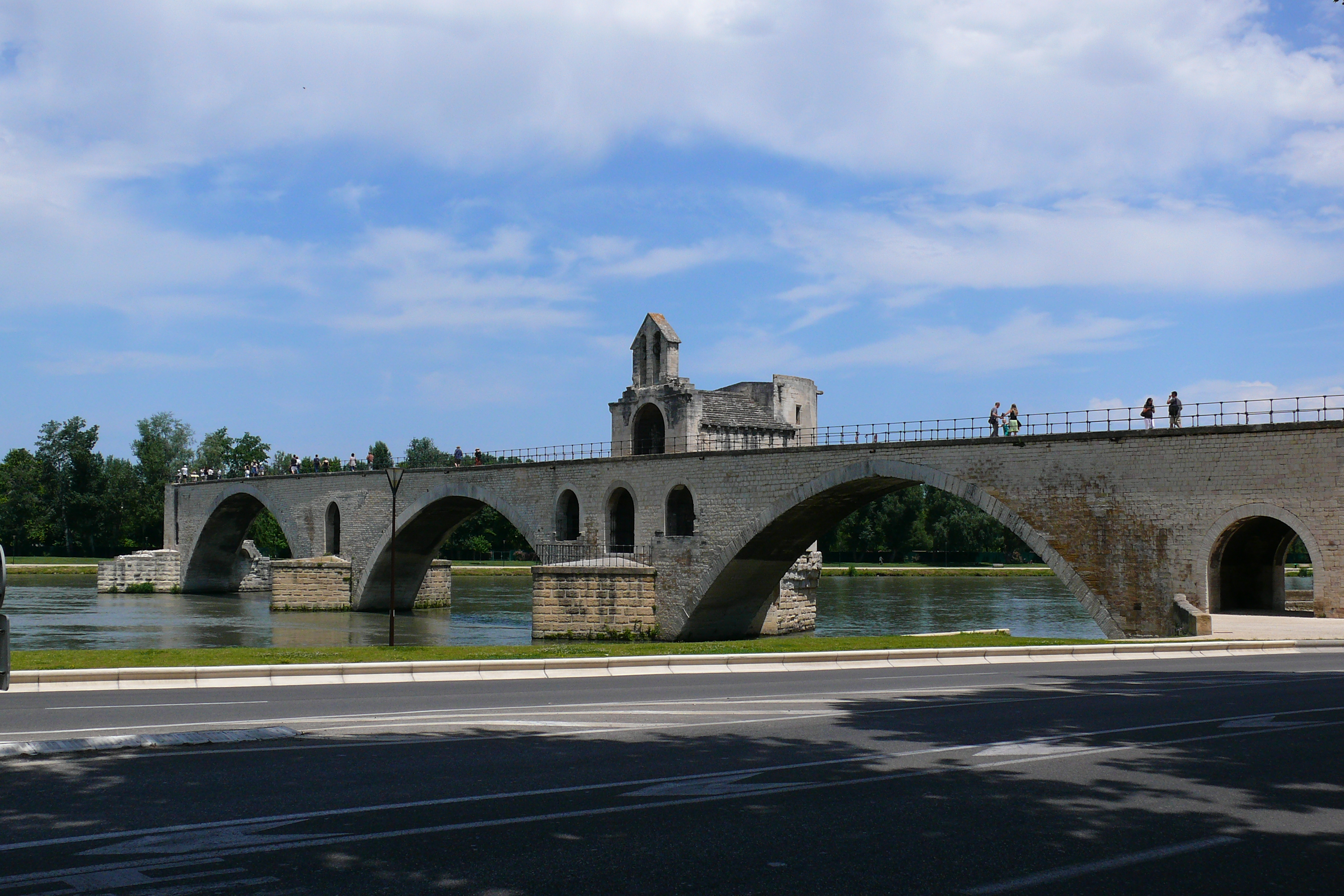
Pont Saint-Bénézet

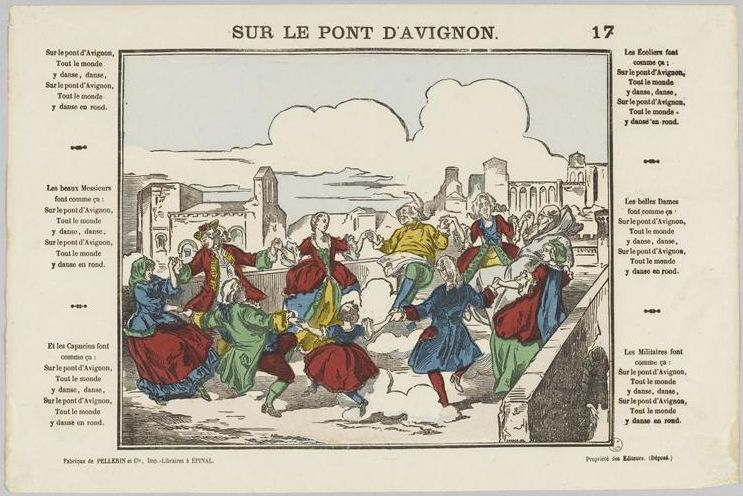
Ilustrarea pe fila unui calendar din secolul 19

Sur le pont d' Avignon (română  "Pe podul din Avignon") este un cântec popular francez din secolul 15, în care este vorba despre podul Pont Saint-Bénézet, cunoscut și sub numele de Pont d'Avignon, din Avignon, Franța.

## Istoric
Inițial cântecul a fost atribuit compozitorului Pierre Certon, care l-a publicat cu titlul Sous le Pont d'Avignon în secolul 16. Versiunea cunoscută azi, a luat ființă la mijlocul secolul 19, pentru opera comică «Le Sourd ou l'Auberge pleine» de Adolphe Adam, cu titlul Sur le Pont d'Avignon. De atunci cântecul poartă acest titlu.  
Probabil nu s-a dansat niciodată pe pod, ci mai degrabă sub pod, pe insula Île de la Barthelasse care se află în mijlocul râului Ron pe care podul o traversa și sub care se țineau târgurile și serbările populare, din care cauză inițial s-a numit „sous”.

Cântecul nu are o formă finalizată, deoarece are un număr mare de variante în care este interpretat. 

## Text

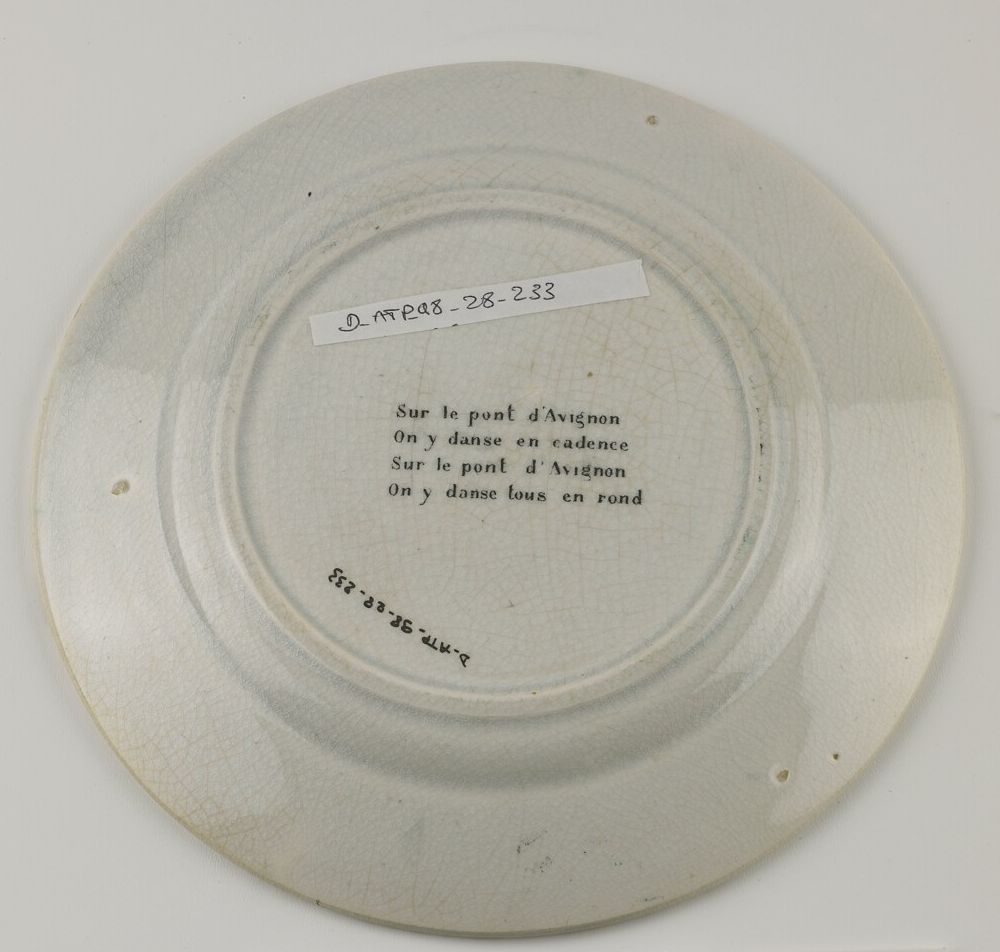
O variantă a refrenului:
Sur le pont d'Avignon
On y danse en cadence
Sur le pont d Avignon
On y danse tous en rond

Refren
Sur le pont d'Avignon,
On y danse, on y danse,
Sur le pont d'Avignon
On y danse tous en rond.
1.
Les belles dames font comme ça
Et puis encore comme ça.
(refren)
2.
Les messieurs font comme ça
Et puis encore comme ça.
(refren)
3.
Les jardiniers font comm' ça
Et puis encore comm' ça
(refren)
[...]
Les couturiers font comm' ça
Et puis encore comm' ça
(refren)
[...]
Les vignerons font comm' ça
Et puis encore comm' ça
(refren)
[...]
Les blanchisseus's font comm' ça
Et puis encore comm' ça
(refren)
[...]
Les officiers font comme ça
Et puis encore comm' ça
(refren)
[...]
Les bébés font comme ça
Et puis encore comm' ça
(refren)
[...]
Les musiciens font comme ça
Et puis encore comm' ça
(refren)
[...]
Et les abbés font comme ça
Et puis encore comm' ça
(refren)
[...]
Et les gamins font comme ça
Et puis encore comm' ça
(refren)
[...]
Les laveuses font comme ça
Et puis encore comm' ça
(refren)

## Legături externe
Materiale media legate de Sur le pont d'Avignon la Wikimedia Commons